# Поцілунок Мері Пікфорд
«Поцілунок Мері Пікфорд» — радянський чорно-білий комедійний фільм режисера Сергія Комарова, який вийшов на екрани в 1927 році. Картина висміює непомірну кіноманію, обожнювання до кінозірок, зокрема, до таких артистів як Мері Пікфорд і Дуглас Фербенкс, які в липні 1926 року відвідали СРСР. На хвилі інтересу до зоряної пари в СРСР було знято кілька фільмів. До «Поцілунку Мері Пікфорд» були включені кадри кінохроніки, на яких Пікфорд цілує одного з шанувальників. Вони були перемонтовані і лягли в основу сюжету. Про існування фільму голлівудська артистка дізналася тільки в кінці життя. Його копія була подарована Пікфорд Держфільмофондом і зберігається в Бібліотеці Конгресу США.

## Сюжет
Білетер кінотеатру Гога Палкін закоханий в студійку Дусю Галкіну, яка мріє про славу кінозірки. Вона не відповідає йому взаємністю і захоплюється актором Дугласом Фербенксом, якого Гога терпіти не може. Дуся обіцяє йому взаємність у тому випадку, якщо Гога стане знаменитістю. Випадково потрапивши на кіностудію, після ряду комічних пригод, Палкін опиняється під куполом ательє, і про нього забувають, тому що всі учасники зйомки їдуть зустрічати американських кінозірок. Прибувши на студію, Мері Пікфорд знаходить Гогу Палкіна забавним і дарує йому свій поцілунок. Гога відразу стає популярний, його переслідують натовпи кіноманок, від яких він згодом позбавляється, стерши сліди поцілунку, а Дуся, врешті-решт, віддає йому своє серце.

## У ролях
- Ігор Ільїнський —  Гога Палкін, білетер
- Анель Судакевич —  Дуся Галкіна, кіностудійка
- Мері Пікфорд —  камео
- Дуглас Фербенкс —  камео
- Абрам Роом — епізод
- Яків Ленц —  ласкавий експериментатор
- Віра Малиновська —  камео
- Наум Рогожин —  камео
- Василь Бокарьов —  молодий чоловік

## Знімальна група
- Автори сценарію — Сергій Комаров, Вадим Шершеневич
- Режисер — Сергій Комаров
- Оператор — Євген Алексєєв
- Художники — Сергій Козловський, Дмитро Колупаєв
- Художник-мультиплікатор — Юрій Меркулов